# 中国人民解放军南部战区联合作战指挥中心
中国人民解放军南部战区联合作战指挥中心，位于广东省广州市，隶属中国人民解放军南部战区联合参谋部，是中国人民解放军南部战区的联合作战指挥机构。

## 简介
2015年11月27日，中华人民共和国国防部新闻发言人杨宇军就深化国防和军队改革在健全联合作战指挥体制上有何举措时称，“主要是适应打赢信息化战争、有效履行使命任务的要求，组建战区联合作战指挥机构，健全军委联合作战指挥机构，构建完善精干高效的战略战役指挥体系。”2016年2月1日，中华人民共和国国防部新闻局局长、国防部新闻发言人杨宇军在国防部专题新闻发布会上表示，战区是“本战略方向的唯一最高联合作战指挥机构”。
2016年2月前后，新成立的五个战区分别设立战区联合作战指挥中心。战区联合作战指挥中心是在此前各大军区作战指挥中心的基础上建成，增加了空军、火箭军等军兵种，增设了测绘导航、空域管理等作战要素，调整了指挥席位的设置。
2016年2月，南部战区联合作战指挥中心投入试运行，建立了联合作战值班运行机制，抽组120余名具备军以上单位作战值班经历的骨干接受应急培训，同南部战区各军种、各省军区及驻港部队、驻澳部队建立通信联络和战备情况通报机制，以一体化指挥平台作为主体构建联合值班三级信息服务系统。